# Liste des consuls de France à Oran au XVIIIe siècle

Le premier consulat qui était au rang de Consulat Général à être établi à Oran, en Algérie date de 1719.
Voici la liste des consuls de France à Oran au XVIIIe siècle.
- Dominique Dedaux, nommé vice-consul par brevet en date du 28 novembre 1731 et confirmé par provisions en date en date du 14 décembre 1737
- Joseph-Noé David, nommé par provisions en date du 4 octobre 1751
- Jean-Pierre Prat, fait fonction de consul à partir de 1751 et est confirmé par brevet de vice-consul en date du 26 mai 1762
- Léon de Launay, nommé par provisions en date du 3 juillet 1790